# Р-440
Р-440 «Кристал» — станция спутниковой связи и название одноимённой серии станций. Состоит на вооружении у ВС РФ. Предназначена для обеспечения связи в стратегическом и оперативном звеньях управления через ретрансляторы искусственных спутников Земли на геостационарной и высокоэллиптической орбитах.

## Разработка
Разработка комплекса велась в 1972—1980 годах в КБ Красноярского радиотехнического завода. Первый вариант Р-440 был принят на вооружение в 1980 году, в 1984 году на службу заступила станция Р-440-О (оконечная). Серийные производители — Красноярский радиотехнический завод и Красноярский завод телевизоров (1976—1989).
В состав комплекса станций типа Р-440 вошли узловые станции Р-440-У (узловая наземная) и Р-440-УН (узловая наземная комплекса Р-439, а также оконечные Р-440-А (автономная автомобильная), Р-440-АН (автономная наземная) и Р-440-А-ПС (автономная автомобильная). С середины 1970-х годов разрабатывались малогабаритные станции Р-440-О (оконечная), Р-440-БД (авиадесантная на бронебазе Кристалл-БД), Р-440-БТ (на бронебазе Кристалл-БД). Также созданы образцы на бронебазе ГАЗ-66 и БМД, а также авиационные, корабельные и железнодорожные варианты станций.

## Описание комплекса
В штатный состав комплекса входят стационарная узловая станция Р-440-УН, стационарная оконечная Р-440-АН, мобильная узловая Р-440-У, мобильная оконечная Р-440-А, оконечная на бронебазе Р-440-ОБ, десантируемая Р-440-ОД и десантируемая на бронебазе Р-440-ОДБ. Все станции могут обеспечивать с центральным узлом спутниковой связи и взаимную связь с другими станциями комплекса.
Аппаратура станции обеспечивает автоматический поиск сигнала в полосе ±300кГц или ±60кГц, а также приём спецсигналов (сигналов ЦБУ и сигналов управления РЛСС) в цифровом потоке, на отдельной несущей или при использовании метода ШПР (ШПС).

## Тактико-технические данные

### Параметры передачи и приёма
Радиостанция работает в диапазонах частот 3400—3900 МГц на приём и 5725—6225 МГц на передачу (10 стволов по 50 МГц каждый), суммарное число фиксированных волн — 50000 с шагом 10 кГц. Номинальная мощность передатчика: работа одним передатчиком — 130 Вт, сложение мощностей двух передатчиков — 240 Вт, мощность у облучателя антенны — 190 Вт.
- Плавная регулировка выходной мощности: в пределах от 0 до -10 дБ.
- Эффективная шумовая температура приемной системы: 520 К (с учётом антенно-фидерного устройство при углах места 7°)
- Долговременная относительная нестабильность частоты возбудителей и гетеродинов радиоприемного тракта: не хуже -3·10-7

### Методы модуляции
Виды модуляции — ОФТ, ФМ, ФМ-ШПС. В качестве методов манипуляции высокочастотного колебания доступны ЧТ-200 и ОФТ. В зависимости от манипуляции несущего колебания меняются скорость передачи и приема двоичных сигналов:
- ЧТ-200
  - Передача — от 25 до 100 Бод; скорости 1.2; 2.4; 4.8; 5.2 кБод
  - Прием — от 25 до 100 Бод; скорости 1.2; 2.4; 4.8; 5.2; 48 кБод
- ОФТ
  - Передача — 1.2; 2.4; 4.8; 5.2 кБод
  - Прием — 1.2; 2.4; 4.8; 5.2; 48; 96; 144; 240; 480 кБод
- Применение ШПС (ОФМ):
  - Передача — от 25 до 100 Бод; 1.2 кБод
  - Приём — от 25 до 100 Бод; 1.2 кБод

### Направления связи и каналы
Максимальное количество направлений связи — 2, есть одно направление связи с применением ШПС. Максимальное количество каналов:
- цифровых телефонных 1.2 кБод — 3
- телеграфных 100 Бод — 2
- телеграфных служебных (прием/передача) — 1/2 (50 Бод)

Объединение всех указанных каналов определяет информационную группу 4,8 кБод. С каналами ТЧ сопрягаются 2 ЦТФ канала. 

### Режимы работы
На примере Р-440-О выделяются следующие доступные режимы работы:
- временного объединения абонентского и служебного каналов (режим прямой РТР)
- с обработкой сигналов на РТР
- помехозащиты
- одноканальный телефонный и телеграфный
- проверка ССС на себя по малому шлейфу

### Антенное устройство
Диаметр параболической антенны — 1,5 м. Поляризация — левовинтовая на передачу, правовинтовая на приём. Коэффициент усиления антенны: передающей — 35 дБ, принимающей — 31,6 дБ. Ширина диаграммы направленности: на передачу — 2,6, на приём — 3,8. Переориентация антенны при смене РТР в режиме «Программа» занимает не больше минуты.

### Электропитание и обслуживание
Электропитание станции может осуществляться от внешней сети трёхфазного тока напряжениями 380(220) В или от собственных бензоэлектрических агрегатов (трёхфазный ток напряжением 220 В). Потребляемая мощность — 8 кВА.

## Состав станции
В состав радиопередающего устройства входят два выходных усилителя мощности типа Н13, блок сложения мощностей Н16 и предварительный усилитель мощности УМ-1(2). Также в состав станции входят:
- два возбудителя А-205М
- два блока питания 1НКН-04.03
- антенное устройство АК-12
- входное малошумящее устройство А302Б
- блок регулировки температуры МШУ А302Б-БРТ
- прибор первых гетеродинов А304 (два гетеродина в блоке)
- блок частотного разделения сигналов (блок канальных фильтров) А306
- четыре приёмных устройства типа Ц300М
- три блока питания приёмников Ц300ПМ
- блок сдвига несущей А503Б
- блок управления антенной Н12С
- аппаратура программного наведения А403
- блок линейной коммутации Н18М
- пульт управления Н15АБ

Дополнительно прилагается аппаратура временного объединения и разделения «Дискрет» в составе моноблоков Б1, Б2, Б3 и П-220/27-г (по две штуки), а также по одному моноблоку А1 и ДАБ5. Присутствует аппаратару враменного разделения «Рубин-Н» и аппаратура сопряжения «Браслет-М» (один блок БМБ, два блока БМА). Помимо этого, в станцию входят:
- два экземпляра аппаратуры ШПР К1М
- экземпляр АФСС «Контур-П2»
- стабилизатор СТС-10/0.5С
- щит питания и электрооборудования Н502Б
- щит ввода
- радоприёмник «Астра»
- ПА с БКСК

К вспомогательному оборудованию и контрольно-измерительной аппаратуре относятся осциллограф С1-67, панорамная приставка Н-19, измерительный блок Я2М-66, радиостанция Р-105М и телефонный аппарат ТА-57.

## Сравнительные характеристики некоторых образцов
| Характеристика                                           | Р-440-УН | Р-440-АН      | Р-440-У                                | Р-440-А                                | Р-440-О      | Р-440-ОБ      | Р-440-ОД      | Р-440-ОДБ     |
| -------------------------------------------------------- | -------- | ------------- | -------------------------------------- | -------------------------------------- | ------------ | ------------- | ------------- | ------------- |
| Количество направлений связи                             | 11       | 4             | 9                                      | 2                                      | 2            | 2             | 2             | 2             |
| Количество ТЛФ каналов (по 1200 бит/с)                   | 30       | 6             | 27                                     | 3                                      | 3            | 3             | 3             | 3             |
| Количество ТЛГ каналов (по 100 бит/с)                    | 20       | 4             | 18                                     | 2                                      | 2            | 2             | 2             | 2             |
| Скорость передачи информации в направлениях связи, бит/с | 0,1—48   | 0,1—4,8 (5,2) | 0,1—48                                 | 0,1—4,8 (5,2)                          | 0,1—48 (5,2) | 0,1—4,8 (5,2) | 0,1—4,8 (5,2) | 0,1—4,8 (5,2) |
| Диаметр антенны, м                                       | 2,5      | 2,5           | 2,5                                    | 2,5                                    | 1,5          | 1,5           | 1,5           | 1,5           |
| Мощность передатчика, кВт                                | 2 x 1,2  | 2 x 1,2       | 1,2                                    | 1,2                                    | 0,22         | 0,08          | 0,22          | 0,08          |
| Потребляемая мощность, кВт                               | 40       | 40            | 20                                     | 8                                      | 8            | 4             | 4             | 4             |
| Экипаж, чел.                                             | 4        | 4             | 7                                      | 6                                      | 3            | 3             | 3             | 3             |
| Время развёртывания, мин.                                | —        | —             | 60                                     | 60                                     | 30           | 20            | 20            | 20            |
| Транспортная база                                        | —        | —             | 3 x Урал-375 1 x ЗиЛ-131 прицеп 2ПН-4М | 2 x Урал-375 1 x ЗиЛ-131 прицеп 2ПН-4М | Урал-375     | БТР-70        | 2 x ГАЗ-66Д   | БТР-Д         |